# Український науково-дослідний інститут кабельної промисловості
Український науково-дослідний інститут кабельної промисловості (ПрАТ "УкрНДІКП") — наукова установа з розроблення кабельної продукції і технологій її виробництва

## Інформація
Заснований у 1960 р. у місті Бердянськ, Запорізької області, як філія НДІ трансформаторобудування і високовольтної апаратури (Запоріжжя). З 1963 – філія ВНДІ кабельної промисловості (Москва). До 1991 – головна наукова організація за напрямами: суднові й герметизовані кабелі, кабелі магістрального дальнього зв'язку, польові кабелі та проводи тощо. З 1992 р. – самостійне державне підприємство з сучасною назвою; З 1997 р. – ВАТ. У структурі – науковий відділ, що розробляє нові конструкції кабельних виробів та технології їхнього виробництва; конструкторський сектор, що займається розробленням та модернізацією стандартного і нестандартного обладнання для кабелів промисловості; випробування лаб., яка бере участь у наукових дослідженнях і виконує широкий спектр електричних та фізично-механічних випробовувань, зокрема й сертифікаційних; лабораторій із розроблення й випробування композиційних матеріалів; відділи стандартизації та постачання; електромеханіка та інші підрозділи. Ін-т розробляє і впроваджує у виробництво більшість видів кабельної продукції та обладнання, випробування установки; займається стандартизацією кабельних виробів і здійснює їхні сертифікаційні випробування; надає консультаційну та інформаційно-технічні послуги тощо. Серед основних замовників наукових розробок і продукції – підприємства та організації різних галузей промисловості України і РФ, що використовують кабельну продукцію як для власних потреб, так і в комплексних розробках. Кількість працівників на 2010 р – 60 осіб. Перший директор – А. Звєрев з 1960 по 1962 рр., від 2004 генеральний директор – І. Савушкін.